# Angel of the Night
Angel of the Night (Alternativtitel: Engel der Finsternis, Originaltitel: Nattens engel) ist ein dänischer Vampirfilm von Shaky González aus dem Jahr 1998.

## Handlung
Rebecca besucht zusammen mit ihren Freunden Mads und Charlotte das Anwesen ihrer Großmutter, das sie geerbt hat. Aus einem alten Buch der Großmutter erfahren sie mehr über die Geschichte der Familie: Über 100 Jahre zuvor machten sich nach dem Tod seiner Frau der Bürgermeister, der Schmied und der Priester Rikard auf die Jagd nach dem Monster, das für die Todesfälle im Dorf verantwortlich sein sollte. Dabei kamen der Bürgermeister und der Schmied ums Leben und Rikard wurde zum Vampir Rico Mortiz, dem Engel der Finsternis, der auch Rebeccas Urururgroßvater ist und seine Gestalt wandeln kann.
Die Freunde begeben sich in den Keller, finden dort einen Pflock, um einen Vampir zu töten, und setzen ihre Nachforschungen fort: So war Rico vor einigen Jahren für mehrere Todesfälle in Kopenhagen verantwortlich. Damals versuchte eine Gruppe um Tim und seine Freunde, die Vampire im Paradise Club zu töten, was jedoch misslang. Zwar gelang es Tim später, bis zur Krypta von Rico vorzudringen, jedoch wurden auch er und seine Freundin zu Dienern Ricos.
Im Keller entdecken Rebecca und ihre Freunde Ricos Sarg, in dem sich ein Fledermaus-Skelett befindet. In dem Sarg befindet sich auch ein altes Schriftstück auf Latein, das eine Anleitung zum Beschwören des Vampirs enthält. Mads und Charlotte lesen in dem Buch, das Rico alle 100 Jahre eine Frau schwängern und das Blut seines Kindes trinken muss: Ricos dafür auserwählte Frau war Marie, die sich zunächst nicht daran erinnern konnte, von Rico geschwängert worden zu sein und dachte, das Kind sei von ihrem Freund Alex. Später erinnerte sie sich jedoch an die Ereignisse, für eine Abtreibung war es jedoch bereits zu spät. Ein Priester hatte unterdessen eine Vision und machte sich auf den Weg zu Marie. Dort angekommen rettete er Marie rechtzeitig, bevor diese Suizid begehen konnte. Im Krankenhaus versuchte wiederum ein Vampir, Marie zu Rico zu bringen, auch hier konnte der Priester sie jedoch retten. Bei einem Kampf zwischen Marie, Alex, dem Priester und den Vampiren starben schließlich Alex und der Priester, Marie gelang es hingegen, Rico und auch ihr ungeborenes Kind mit Weihwasser zu töten.
Während Mads und Charlotte Sex haben, führt Rebecca das in der Schrift beschriebene Ritual durch und erweckt so Rico zum Leben, der bald darauf Charlotte tötet. Beim Kampf mit dem Vampir wird auch Mads verletzt. Rebecca lässt sich jedoch von Rico nicht dazu überreden, auch ein Vampir zu werden, sondern rammt ihm einen Pflock in das Herz. Dadurch wird Rico in die Unterwelt gezogen und Rikard erscheint und wird von einem Engel in den Himmel emporgehoben. Schließlich verlässt Rebecca zusammen mit Mads im Taxi das Anwesen.

## Veröffentlichung
Eine Veröffentlichung des Films zusammen mit Zombie auf einer Doppel-DVD in der Red Edition von Laser Paradise  ist in Deutschland für beide auf der DVD enthaltenen Filme indiziert.

## Rezeption
Das Lexikon des internationalen Films bezeichnet den Film als „[a]n modernen Vampirfilmen orientierte[n] Horrorfilm, der auf zahlreiche Vorgänger verweist, ohne eine originäre Fabel zu entwickeln, und seine größte Anstrengung in die Erzeugung blutiger Effekte legt.“